# Герб Маломихайлівки
Герб Маломиха́йлівки — один з офіційних символів села Маломихайлівка Покровського району Дніпропетровської області, затверджений у 24 листопада 2009 р. № 262-28/V рішенням Маломихайлівської сільської ради.

## Опис
Щит перетятий, на верхньому зеленому полі срібна гілка калини, на нижньому пурпуровому золотий лапчастий хрест. Щит обрамований золотим декоративним картушем i увінчаний золотою сільською короною.

## Значення символів
Зелений колір уособлює сільське господарство — одну з основних галузей економіки, якою з далекого минулого займалися місцеві жителі та символізує багату рослинність навколо села. Калина завжди була символом України. Пурпуровий колір та козацький хрест символізують силу, міць та доблесть славетних запорожців, предків маломихайлівчан.